# (209791) Tokaj
(209791) Tokaj est un astéroïde de la ceinture principale.

## Description
(209791) Tokaj est un astéroïde de la ceinture principale. Il fut découvert le 1er avril 2005 à Piszkesteto par Krisztián Sárneczky. Il présente une orbite caractérisée par un demi-grand axe de 2,69 UA, une excentricité de 0,09 et une inclinaison de 4,3° par rapport à l'écliptique.

## Compléments